# Васильев, Владимир Николаевич (дирижёр)
Владимир Николаевич Васильев (26 декабря 1911 (8 января 1912), Москва — ?) — советский композитор и дирижёр, Заслуженный деятель искусств РСФСР (1979).

## Биография
Владимир Николаевич родился 26 декабря 1911 (8 января 1912), в Москве. В 1935 году окончил Московскую консерваторию по классу фортепиано и дирижирования.
В 1937—1938 годах — дирижёр в Оперном театре в Минске.
В 1938—1947 годах — заведующий музыкальной частью и дирижёр Центрального детского театра.
В 1947—1951 годах — дирижёр Театра оперетты в Москве.
В 1951—1954 годах — заместитель начальника Главного управления театров и заведующий репертуарным отделом Комитета по делам искусств.
С 1954 года — главный дирижёр и художественный руководитель отдела музыкальных ансамблей ВГКО.
В 1956 году он сочиняет оперу «Крылатый холоп», либретто которой основано на повести Константина Шильдкрета «Крылья холопа», о том, как во времена Ивана Грозного крепостной крестьянин попытался взлететь на деревянных крыльях, но погиб из-за подрезанного завистниками крыла. Опера была поставлена в Саратовском академическом театре оперы и балета. Она была подвергнута достаточно резкой критике в журнале «Советская музыка», где это произведение было названо «наглядным образцом творческого дилетантизма, неприкрытого эпигонства». В 1958 году ставится вторая и последняя его опера, «Буревестник», больше он как композитор к этому жанру не возвращался.
В 1960-е—1980-е годы — дирижёр и художественный руководитель Государственного симфонического оркестра кинематографии СССР.
Автор песен на слова советских поэтов и музыки для кино, музыка для театральных постановок и кино. Автор музыки к спектаклю «Любовь Яровая» (1941) и кинофильму «Верные сердца» (1959). Как дирижёр он также работал на записи дисков Анны Герман, в том числе и в записи композиции «Эхо любви».

## Сочинения
- Оперы
  - Крылатый холоп (Саратов, 1956)[4].
  - Буревестник (1958)[4].

## Фильмография
- 1964 — Сказка о потерянном времени (совместно с Э. Хачатуряном)
- 1965 — Операция «Ы» и другие приключения Шурика

1966 - Вертикаль
- 1967 — Сильные духом
- 1967 — Доктор Вера
- 1969 — Ночной звонок
- 1969 — Внимание, черепаха!
- 1969 — Посол Советского Союза
- 1970 — Красная площадь (2 серия)
- 1970 — Бег
- 1970 — Синяя птица
- 1970 — В Москве проездом…
- 1970 — Море в огне
- 1971 — Минута молчания
- 1971 — День за днём
- 1972 — Горячий снег
- 1972 — Право на прыжок (совместно с Г. Гараняном)
- 1972 — День за днём
- 1972 — Старики-разбойники
- 1972 — Мраморный дом
- 1972 — А зори здесь тихие
- 1973 — Иван Васильевич меняет профессию
- 1973 — Океан
- 1973 — Былое и думы
- 1973 — Великие голодранцы
- 1974 — Любовь земная
- 1975 — Финист — Ясный Сокол
- 1975 — Капитан Немо (2-я и 3-я серии)
- 1975 — Конёк-Горбунок
- 1975 — Это мы не проходили
- 1976 — Академик Иван Павлов
- 1976 — Обелиск
- 1977 — Судьба
- 1977 — Приезжая
- 1977 — Хомут для Маркиза
- 1977 — Весенний призыв
- 1977 — Встреча на далёком меридиане
- 1978 — Расписание на послезавтра
- 1978 — Живите в радости
- 1979 — Выгодный контракт
- 1980 — Ожидание (только 1-я серия)
- 1980 — Камаринская
- 1980 — Петля Ориона
- 1980 — Главный конструктор
- 1981 — Ожидание полковника Шалыгина
- 1982 — Мы жили по соседству
- 1982 — Государственная граница. Восточный рубеж
- 1984 — На миг оглянуться